# Chabab Riadhi Belouizdad
Pour les articles homonymes, voir CRB.
Maillots
Actualités
Dernière mise à jour : 13 avril 2026.
Le  Chabab Riadhi Belouizdad,, (en arabe : الشباب الرياضي لبلوزداد) plus couramment abrégé en CR Belouizdad ou encore CRB, est l'un des clubs les plus titrés du football algérien basé à Alger, est fondé le 15 juillet 1962. Le club est situé dans la commune de belouizdad anciennement (Belcourt).

## Histoire
|  |  | Widad Riadhi Belcourt 31 janvier 1948 | Widad Riadhi Belcourt 31 janvier 1948 | Widad Riadhi Belcourt 31 janvier 1948 | Widad Riadhi Belcourt 31 janvier 1948 | Widad Riadhi Belcourt 31 janvier 1948 | Widad Riadhi Belcourt 31 janvier 1948 |                                           |  |  |  |  |  | Club Athlétique de Belcourt 8 mars 1952 | Club Athlétique de Belcourt 8 mars 1952 | Club Athlétique de Belcourt 8 mars 1952 | Club Athlétique de Belcourt 8 mars 1952 | Club Athlétique de Belcourt 8 mars 1952 | Club Athlétique de Belcourt 8 mars 1952 |  |  |  |  |  |  |  |  |  |  |  |  |
|  |  | Widad Riadhi Belcourt 31 janvier 1948 | Widad Riadhi Belcourt 31 janvier 1948 | Widad Riadhi Belcourt 31 janvier 1948 | Widad Riadhi Belcourt 31 janvier 1948 | Widad Riadhi Belcourt 31 janvier 1948 | Widad Riadhi Belcourt 31 janvier 1948 |                                           |  |  |  |  |  | Club Athlétique de Belcourt 8 mars 1952 | Club Athlétique de Belcourt 8 mars 1952 | Club Athlétique de Belcourt 8 mars 1952 | Club Athlétique de Belcourt 8 mars 1952 | Club Athlétique de Belcourt 8 mars 1952 | Club Athlétique de Belcourt 8 mars 1952 |  |  |  |  |  |  |  |  |  |  |  |  |
|  |  |                                       |                                       |                                       |                                       |                                       |                                       | Chabab Riadhi de Belcourt 15 juillet 1962 |  |  |  |  |  |                                         |                                         |                                         |                                         |                                         |                                         |  |  |  |  |  |  |  |  |  |  |  |  |
|  |  |                                       |                                       |                                       |                                       |                                       |                                       |                                           |  |  |  |  |  |                                         |                                         |                                         |                                         |                                         |                                         |  |  |  |  |  |  |  |  |  |  |  |  |
|  |  |                                       |                                       |                                       |                                       |                                       |                                       |                                           |  |  |  |  |  |                                         |                                         |                                         |                                         |                                         |                                         |  |  |  |  |  |  |  |  |  |  |  |  |

Fondation
Le CRB est issu de la fusion de deux anciens clubs belcourtois qui existaient avant l’indépendance (le Widad Riadhi Belcourt fondé le 31 janvier 1948 et le Club Athlétique de Belcourt fondé le 8 mars 1952),.
Le CRB compte à son palmarès : dix titres de champion d'Algérie, neuf Coupes d'Algérie, une Coupe de la Ligue, deux Supercoupes d'Algérie et trois coupes du Maghreb des clubs champions
En 2010, le club obtient le statut de professionnel à la suite d’une réforme du championnat en vue de professionnaliser le football algérien. Le CRB remporte son premier titre de champion d'Algérie trois ans seulement après sa création, à l’issue de la saison 1964–1965.
Le groupe public MADAR Holding est, depuis le 15 octobre 2018, l’actionnaire majoritaire du capital social de la société sportive par actions CRB «Athletic»,, après avoir acquis 67% des 75% des actions détenues par le Club sportif amateur (CSA), présidé par Karim Chetouf,. Le conseil d’administration est, depuis le 22 septembre 2021, présidé par Mohamed Belhadj, qui succède à Mohamed Abrouk. L’équipe première, entraînée par Nabil Kouki (après le départ de Marcos Paquetá),,, évolue lors de la saison 2021–2022 en première division algérienne pour la soixantième fois de son histoire, ce qui fait du club belcourtois avec le MC Oran les clubs les plus réguliers dans l'élite.
Depuis sa création, le CRB évolue au Stade du 20-Août-1955 (anciennement Stade municipal lors de la colonisation, Stade d’El Annasser après l’indépendance) et s’entraîne au complexe sportif du Caroubier.
Très populaire en Algérie, le CRB entretient des rivalités de longue date envers les autres clubs de la capitale, notamment avec le NA Hussein Dey,, et avec l'USM Alger,,. Cependant, la rivalité opposant les Chababistes au MC Alger,,, autre club algérois, est particulièrement ancienne et est beaucoup plus mise en avant, en raison de leur proximité géographique.
Le club est fondé le 15 juillet 1962 (à la suite de l'indépendance de l'Algérie). Il est né d'une fusion de deux anciens clubs issus du même quartier, le Widad Riadhi Belcourt (WRB, 1948) et le Club Athlétique de Belcourt (CAB, 1952). Ces deux anciens clubs étaient réputés pour avoir joué les compétitions de football à l'époque coloniale française, car affiliés à la fois à la FFFA (Fédération Française de Football Association) et à la LAFA (Ligue d'Alger de Football Association). Dans les années soixante, cette équipe a dominé le football national en remportant pas moins de quatre titres entre les saisons 1964-1965 et 1970-1971. Elle réalisa la performance d'effectuer deux doublés de championnats lors des saisons 1964-1965 - 1965-1966, puis lors des saisons 1968-1969 - 1969-1970. Cette équipe, dirigée par Yahia Saâdi et Ahmed Arab puis Zitoun, était composée des meilleurs joueurs représentant l'ossature de la sélection algérienne en dehors de ceux issus des clubs français de l'époque coloniale tels Hamiti du Racing Universitaire d'Alger ou Djemaâ du Gallia Sport d'Alger. Mis à part en Ligue des champions africaine, cette équipe se distingua dans toutes les compétitions tant en Algérie qu'au Maghreb (avec le gain de trois Coupes du Maghreb des clubs champions gagnés consécutivement).

### Age d'or: 1963 - 1972

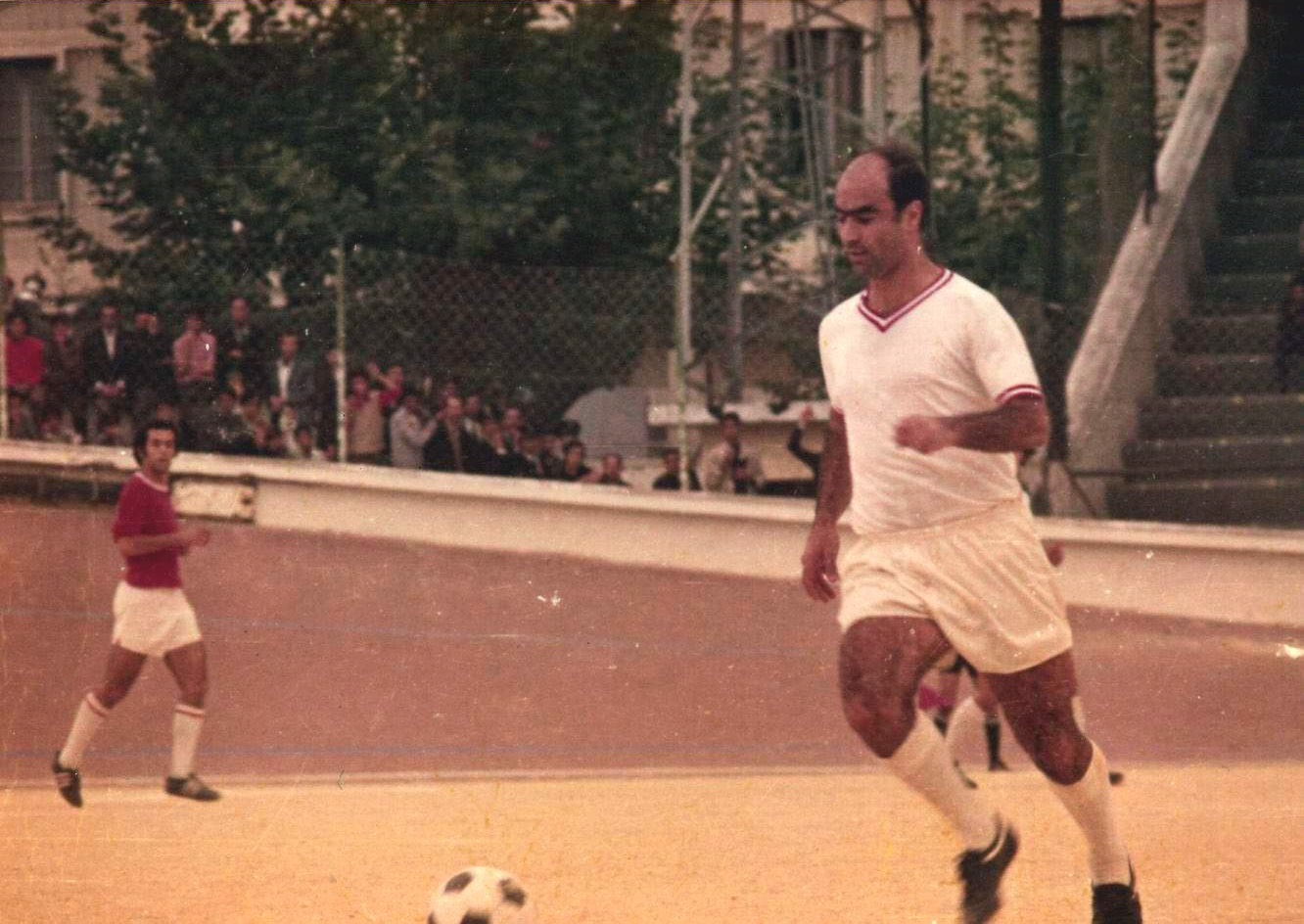
Hacène Lalmas fit les beaux jours du CRB de 1964 à 1973.

Le Chabab Riadhi Belouizdad, un club qui a marqué le football algérien dès le début de sa création, notamment durant la période entre 1963 et 1972, qui a vu le Chabab battre des records jusqu’à présent inégalés, en commençant par gagner 10 titres en 8 saisons et dont les fameuses couleurs rouge et blanc ont été portées par les meilleurs joueurs d’Algérie, voire d’Afrique et qui constituaient également les piliers de l’équipe nationale d’Algérie. Parmi ces joueurs nous citerons à titre d’exemple Lalmas (le meilleur joueur algérien de tous les temps – après un sondage effectué par l'hebdomadaire sportif Echibek en 1993 – il a été choisi après un vote de plus de 350 techniciens, entraîneurs et joueurs algériens), Kalem, Achour, Selmi, sans oublier tous les autres.
Avec Monsieur Boughida Djeloul en qualité de Président, et sous la houlette de Yahia Saâdi comme entraîneur, l’objectif de la première saison du championnat (1962-63) était l’adaptation et la cohésion du groupe. En cette saison, le CRB était dans le groupe de Bologhine et Bousmaîl et s’était contenté de gagner une place lui permettant de participer au championnat du centre.

### Deuxième période
Une seule saison aura suffi au CRB pour attirer l’attention et l’admiration de tous les belcourtois ainsi que des habitants des quartiers environnants, au point où tout le monde participa à collecter des fonds pour le club, notamment chez les grands commerçants de l’époque tels que Messieurs Boughida, Boualem Bouhellal  et Khemissa entre autres et dont la contribution était jugée de large et généreuse et ceci afin d’offrir au club les moyens de sa politique.

### Troisième période
Après avoir récolté les fonds nécessaires, les dirigeants du club entama l’opération recrutement. Un recrutement ciblé et de qualité se traduisant par l’arrivée de joueurs chevronnés et prometteurs tels que (Zitouni, Club de Paris), (Madani et Djemaâ de l'USM Alger), (Zerar de Hamam El-Enf, Tunisie), (Nassou et Amar de Aïn Beniane), (Koussim de l'ES Sétif), (Achour et Lalmas de l’OM Ruisseau), (Kalem de l'IR Hussein-Dey). Il est important de saluer au passage, le travail effectué par les dirigeants de cette époque : des Hommes au sens le plus noble du terme et qui étaient animés uniquement par l’amour du club et qui se sacrifièrent pour lui afin qu’il devienne non seulement un grand club, mais le plus grand club d’Algérie.
Au début, les résultats de l’équipe étaient tout juste moyens, avec des défaites contre le MC Oran (3-2), Batna (1-0), Constantine (1-0), Saïda (2-1) et le MCA (2-1). La saison d’après, soit en 1965-1966, le CRB se réveille et écrase tout le monde sur son passage. Il effectue une remontée spectaculaire, passant de la dernière place du classement à la première, à la suite d'une belle série de 9 victoires consécutives à commencer par celle de l’ASM Oran (0-1) durant 14e journée et les écrasantes victoires (8-1), (8-0) et (4-1) contre respectivement le MO Constantine au 20 août (mi-temps 0-1 pour les constantinois), Annaba et l'ES Mostaganem.

### 1965-1966: La saison phénoménale du CRB

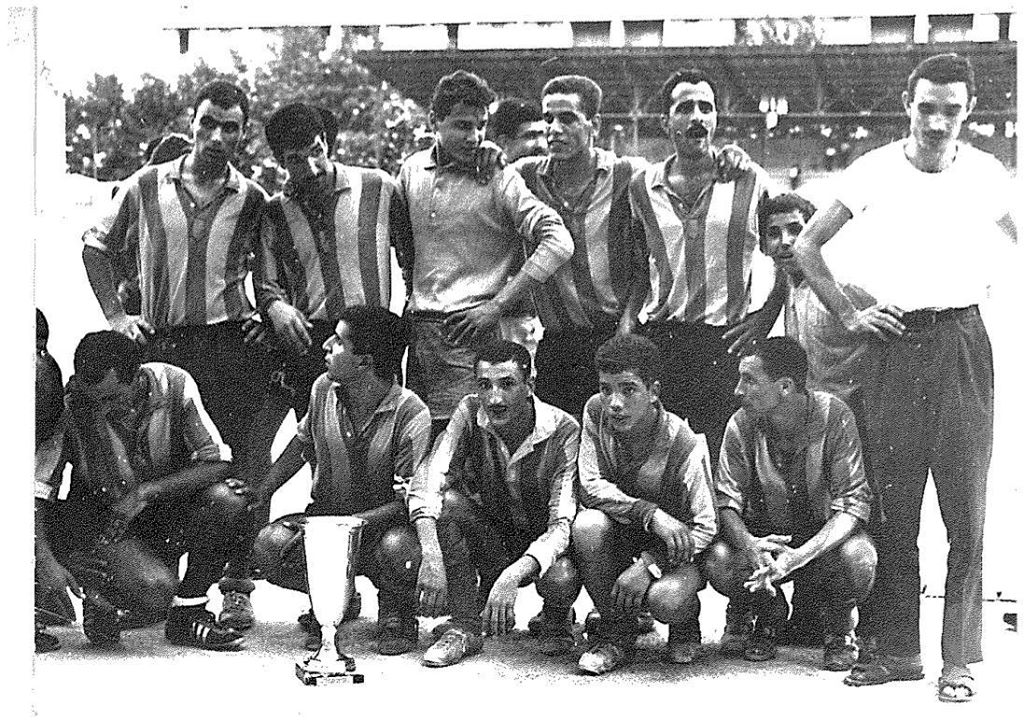
Cette équipe est née au lendemain de l’indépendance pour prendre le relais des deux associations du WRB et du CAB et devenir en 1965 le premier Champion de Nationale I sous la présidence de Djelloul Boukida.

Avec un Premier Doublé en Algérie, le Chabab collectionne les victoires en cette saison (16 victoires) avec des scores fleuves (0-4) à Blida et Oran devant le MCO et un 5-2 devant le NAHD avec une attaque percutante qu’on appelait d’ailleurs l’Attaque Mitrailleuse et qui avait à son actif en cette saison (63 buts) : (Lalmas 18 buts, Chanane 14, Achour 13 et Kalem, ce qui fait 53 buts à eux seuls. Le CRB avait également remporté sa première coupe d’Algérie face au RC Kouba (victoire en finale 3-1).
La Saison 1966-1967 était juste moyenne pour le Chabab, ensuite la saison 67-68 n’était pas meilleure que la précédente et ce, malgré le recrutement de Selmi Djilali. Ce petit déclin était dû à un malheureux concours de circonstances comme la participation de 9 joueurs du Chabab avec la sélection nationale qui avait pris part à la CAN 1968 en Éthiopie et qui a vu le retour d’une équipe complètement décimée et fatiguée après un très long périple mais également de nombreux blessés parmi les joueurs du CRB. S’ensuivra le faux pas contre l’ES Guelma dans un match retard du championnat. En deux saisons le CRB n’eut rien à se mettre sous la dent.
Après la nomination de Ahmed Arab au poste d’entraîneur-joueur, Le Chabab reprit de plus belle et se remit à gagner encore un Doublé en 1968-1969 avec à la clé un fracassant aller-retour contre le NAHD (7-1) à l’aller et (5-2) au retour.

### Le Triplé: 1969 - 1970
Le CRB réalise le premier triplé dans l’histoire du football algérien et laisse passer le quadruplé qui était largement à sa portée étant donné que c’était la meilleure saison du CRB qui n’avait perdu qu’une seule rencontre contre le MC Oran à Oran (3-1), dans des circonstances assez particulières. S’ensuivra la victoire en finale de coupe d’Algérie contre l’USM Alger (4-1) et la victoire en Coupe Maghrébine des Clubs Champions contre le SFAX (Tunisie). Le Chabab avait fait l’impasse sur la coupe d’Afrique des clubs champions après les menaces de représailles des Sénégalais de Jeanne d’Arc contre le CRB à la suite d'une victoire mémorable du Chabab au match aller (5-3, au 20 août).

### Saison: 1970 - 1971
Après quatre journées de championnat, avec un nul et une victoire contre le MC Alger et une défaite contre le MC Oran et une défaite en coupe d’Algérie contre le CS Constantine aux tirs au but (48-47 c’est le record officiel en Algérie, encore un!), le CRB se devait de remporter la Coupe maghrébine pour sauver sa saison. Cela se concrétisa contre l’espérance de Tunisie (EST) 3-2 après une grande finale et après avoir écrasé les FAR du Maroc au tour précédent par un cinglant 3-0.
Cette magistrale victoire poussa le célèbre journal sportif Français l’Équipe, à consacrer un grand espace dans l’un de leur numéro au Chabab Riadhi de Belcourt qui entrait ainsi dans la cours des grands.

### Saison: 1971 - 1972
C’était le début de la fin d’une épopée, et après avoir bien entamé le championnat avec trois grandes victoires contre le WA Tlemcen (7-0) et la JSM Tiaret (8-3) et l’USM Bel Abès (4-1), l’équipe n’avait plus de souffle et lâcha prise du moins sur la scène nationale car elle réussit quand même à remporter la Coupe Maghrébine pour la 3e fois consécutive.

### Le renouveau: 1995 - 2001
Le Chabab n’a plus gagné de titres entre 1978 et 1995 en dépit des bons résultats que réalisait l’équipe pendant toutes ces années, se classant à chaque fois 2e, 3e ou 4e jusqu'en 1988 où le Chabab a connu la plus mauvaise saison de son histoire caractérisée par une relégation en D2 et une finale de coupe d’Algérie perdue contre l’USMA aux tirs au but, en dépit du riche effectif dont les CRB disposait, et qui était considéré comme étant la meilleure équipe du championnat sur papier avec les Yahi, Amani, Badache, Laamouri, Khoudja, Kabrane, Abdesamia, Kouhil, Demdoum, etc., mais sur le terrain, les choses se passaient autrement. Fort heureusement, et grâce encore une fois à la mobilisation de ses véritables enfants, le calvaire ne dura qu’une seule saison, puisque le club retrouva la D1 l’année suivante, en 1989.
Mais l’évènement de cette relégation ne partit pas sans laisser des séquelles profondes au cœur du CRB car, dès lors, le Chabab perdît considérablement sa notoriété pour n’occuper qu’un rôle de figurant dans les championnats successifs, évitant même la relégation à maintes reprises jusqu’en 1994. En effet, durant cette année, le Chabab, sous la houlette de Mourad Abdelouahab, se classa 4e au championnat avec à la clé, une qualification en coupe Arabe en Arabie saoudite. C’est donc l’année suivante (1995) que le CRB prit part à cette compétition, où il enregistra un honorable parcours jusqu’en demi-finale (Défaite contre l’ES Tunisie 0-1).
En 1995, le CRB remporte la coupe d’Algérie pour la 5e fois de son histoire contre l’O Médéa 2-1, drivés par le duo Bacha et le défunt Adjaout, les Belcourtois perçoivent l’espoir du retour du grand V.
C’est en effet le début d’une autre belle époque, avec une nouvelle génération de jeunes et talentueux joueurs, qui malgré le changement du bureau (départ de Lefkir et arrivée de Selmi) et du staff par le retour de Mourad Abdelouahab en remplacement de la paire Bacha-Adjaout, une nouvelle équipe, qualifiée de « dream-team algérienne », est née avec les Bekhti, Badji, Settara, Talis, Bounekdja, Selmi Yaçine, Chedba, Ali Moussa, Boutaleb,Naili et autres, le CRB développe du beau football et à chaque saison de nouveaux joueurs étaient ramenés au club afin de compléter le schéma tactique de l’entraîneur et atteindre les objectifs assignés par la direction. C’est dans ce contexte que des joueurs comme Mezouar et Boukessassa sont venus au club.
Et arriva la saison 1999-2000, qui a vu le Chabab remporter le titre de Champion d’Algérie pour la 5e fois de son histoire, et le dernier du XXe siècle, dans un championnat remporté haut la main, avec au passage, une victoire durant la même saison en finale de la coupe de la ligue le 19 mars 2000, contre le MC Oran 3-0.
La saison suivante, et sur sa lancée, le Chabab non seulement confirme mais fait mieux avec un 2e titre consécutif 2000-2001 en coiffant l’USMA et la JSK à 7 journées de la fin du championnat. Pour la petite histoire, le Chabab avait gagné 10 matchs consécutifs avec Nour Benzekri qui était arrivé au milieu de la saison.

### Années sombres: 2002 - 2008
Après cette saison, une véritable descente aux enfers commence pour le Chabab qui fait une chute libre en raison de la politique déraisonnable de sa nouvelle direction. Malgré cela et par un véritable sursaut d’orgueil, le CRB a quand même réussi à atteindre la finale de la coupe d’Algérie en 2003. Une finale perdue en raison d’un arbitrage scandaleux et partial en faveur de l’USM Alger par l’arbitre de la rencontre (Berber). Afin d’illustrer l’anarchie avec laquelle le club était géré, 17 joueurs champions d’Algérie ont été libérés en 18 mois : un véritable travail de destruction. Compte tenu de tous ces éléments, tout le monde savait pertinemment que le Chabab allait droit à sa perte. C’est ainsi qu’arrivèrent les deux saisons les plus catastrophiques (après celle de 1988) du Chabab, où le club a frôlé la relégation en D2 à deux reprises (2003-2004 et 2004-2005). La saison 2005-2006 a été mi-figue mi-raisin, malgré le renfort de pas moins de 16 joueurs.

### 2009 - 2020: des hauts et des bas, vainqueur de 3 coupes d'Algérie
Durant cette période, le Chabab ne se distinguera pas en Championnat et se contentera le plus souvent de la quatrième et la sixième place à plusieurs reprises, et d'un maintien de justesse en 2013 (treizième). Très souvent victime de la mauvaise gestion de ses dirigeants et ses multiples présidents passés en ce laps de temps (Mahfoud Kerbadj, Azzedine Gana, Réda Malek et Mohamed Bouhafs), néanmoins en parallèle de ses maigres résultats en Championnat, la Coupe a souvent souri à un de ses spécialistes, le CRB, qui a connu quatre finales (2009, 2012, 2017 et 2019); vainqueur face au CA Bordj Bou Arreridj en 2009 grâce aux tirs au but, finaliste malheureux en 2012 contre l'ES Sétif qu'ils croiseront encore lors de l'édition 2017 dans laquelle ils prendront leur revanche et gagneront leur 7e coupe d’Algérie. Deux ans après, le Chabab a remporté sa 8e Coupe d’Algérie, en s’imposant en finale face à la JSM Béjaïa 2 à 0.

### Retour au sommet et domination sur le championnat: à partir de 2020
Après la réunion du Bureau fédéral de la FAF le 29 juillet 2020, l'arrêt du championnat est validé et le CRB est désigné, champion d'Algérie pour la septième fois de son histoire.
Le CR Belouizdad a été sacré champion d'Algérie de Ligue 1, pour la saison 2021-2022, fin mai et avant terme, après son précieux succès face à l'US Biskra (2-0), à une journée de la fin du championnat. Avec ce nouveau sacre, le club réalise un fait inédit dans l'histoire du football algérien, en décrochant le titre pour la troisième année de rang (2020, 2021, 2022).
Le Chabab ajoute à cette occasion un neuvième titre de champion à son palmarès général, après ceux de 1965, 1966, 1969, 1970, 2000, 2001, 2020, 2021, 2022, 2023
Le CR Belouizdad enchaine un quatrième titre consécutif historique en 2023 et son dixième au total. Ainsi, le club algérois réalise un fait inédit dans l'histoire du football algérien, en décrochant le titre de champion pour la quatrième année de rang. Le Chabab ajoute à cette occasion un dixième titre de champion à son palmarès général. Les Rouge et Blanc ont dominé le championnat national et n’ont été battus qu’une seule fois cette saison, face au MC Oran.

## Chronologie
- 1962 : naissance du Chabab Riadhi de Belcourt (CRB).
- 1965 : champion d'Algérie.
- 1966 : champion d'Algérie.
- 1966 : vainqueur de la Coupe d'Algérie.
- 1969 : champion d'Algérie.
- 1969 : vainqueur de la Coupe d'Algérie.
- 1970 : champion d'Algérie.
- 1970 : vainqueur de la Coupe d'Algérie.
- 1970 : champion du Maghreb.
- 1971 : champion du Maghreb.
- 1972 : champion du Maghreb.
- 1977 : changement du nom du club en Chabab mécanique de Belcourt (CMB).
- 1978 : vainqueur de la Coupe d'Algérie.
- 1988 : le CRB a connu la plus mauvaise saison de son histoire caractérisée par une relégation en D2 et une finale de Coupe d’Algérie perdue contre l’USMA aux tirs au but.
- 1989 : retour en D1 après une seule saison en D2.
- 1989 : changement du nom du club en Chabab Riadhi de Belcourt (CRB).
- 1994 : changement du nom du club en Chabab Riadhi de Belouizdad (CRB).
- 1995 : vainqueur de la Coupe d'Algérie.
- 1995 : vainqueur de la Supercoupe d'Algérie.
- 2000 : vainqueur de la Coupe de la Ligue d'Algérie.
- 2000 : champion d'Algérie.
- 2001 : champion d'Algérie.
- 2009 : vainqueur de la Coupe d'Algérie.
- 2010 : modification du nom du club en Chabab Riadhi Belouizdad.
- 2017 : vainqueur de la Coupe d'Algérie.
- 2019 : vainqueur de la Coupe d'Algérie.
- 2020 : champion d'Algérie.
- 2020 : vainqueur de la Supercoupe d'Algérie.
- 2021 : champion d'Algérie.
- 2022 : champion d'Algérie.
- 2023 : champion d'Algérie.

## Résultats sportifs

### Palmarès
| Compétitions nationales | Compétitions internationales et régionales                                                              |
| - Ligue 1 (10) - Champion : 1965, 1966, 1969, 1970, 2000, 2001, 2020, 2021, 2022 et 2023. - Vice-champion : 1972, 1977, 1980 et 2024 - Troisième : 1967, 1968 et 1999. - Coupe d'Algérie (9) (Record) - Vainqueur : 1966, 1969, 1970, 1978, 1995, 2009, 2017, 2019 et 2024 - Finaliste : 1988, 2003 et 2012, 2023 - Supercoupe d'Algérie (2) - Vainqueur : 1995, 2019. - Finaliste : 2017. - Coupe de la Ligue (1) - Vainqueur : 2000. | - Coupe du Maghreb des clubs champions (3) (Record) - Vainqueur : 1970, 1971 et 1972. - Finaliste :1973 |

### Bilan sportif
Bilan du CRB en championnat et coupes à partir de 1962 (Résultats mis à jour jusqu'à la saison 2014-2015 pour le championnat, saison 2014-2015 pour la coupe d'Algérie)
| Nationale                    | Saisons | Titres | J    | G   | N   | P   | Bp   | Bc   | Diff | Points |
| ---------------------------- | ------- | ------ | ---- | --- | --- | --- | ---- | ---- | ---- | ------ |
| Ligue 1                      | 57      | 9      | 1665 | 669 | 489 | 507 | 2065 | 1470 | +340 | 2804   |
| Ligue 2                      | 1       | 0      | 32   | 17  | 10  | 5   | 38   | 16   | +22  | 44     |
| Total                        | 53      | 6      | 1533 | 591 | 430 | 463 | 1818 | 1470 | +348 |        |
| Coupes nationales            | Saisons | Titres | J    | G   | N   | P   | Bp   | Bc   | Diff | Points |
| Coupe d'Algérie              | 55      | 8      |      |     |     |     |      |      |      |        |
| Coupe de la Ligue d'Algérie  | 4       | 1      |      |     |     |     |      |      |      |        |
| Supercoupe d'Algérie         | 3       | 2      | 3    | 1   | 1   | 1   | 3    | 1    | +2   |        |
| Total                        |         |        |      |     |     |     |      |      |      |        |
| International                | Saisons | Titres | J    | G   | N   | P   | Bp   | Bc   | Diff | Points |
| Compétitions arabes          | 4       | 0      | 15   | 7   | 4   | 5   | 27   | 18   | +9   |        |
| Compétitions nord-africaines | 4       | 3      | 10   | 4   | 5   | 1   | 16   | 12   | +4   |        |
| Compétitions africaines      | 7       | 0      | 34   | 11  | 9   | 14  | 33   | 40   | -7   |        |
| Total                        | 15      | 3      | 59   | 22  | 18  | 20  | 76   | 70   | +6   |        |
| Total Général                |         |        |      |     |     |     |      |      |      |        |

### Classement en championnat d'Algérie par saison
L'équipe du CRB est le club algérien le plus présenté en première division, elle n'a connu la relégation qu'une fois en 1988, et n'a passé qu'une seule saison avant de revenir en élite. Le CRB a gagné 8 titres de champion d'une manière assez spéciale: il a gagné 4 séries de 2 titres consécutives.
- 1962-63: C-H Gr. centre Gr. 3, 3e
- 1963-64: D-H Gr. centre, 2e
- 1964-65: D1, 1er
- 1965-66: D1, 1er
- 1966-67: D1, 3e
- 1967-68: D1, 3e
- 1968-69: D1, 1er
- 1969-70: D1, 1er
- 1970-71: D1, 6e
- 1971-72: D1, 2e
- 1972-73: D1, 12e
- 1973-74: D1, 4e
- 1974-75: D1, 6e
- 1975-76: D1, 11e
- 1976-77: D1, 2e
- 1977-78: D1, 9e
- 1978-79: D1, 7e
- 1979-80: D1, 2e
- 1980-81: D1, 6e
- 1981-82: D1, 12e
- 1982-83: D1, 7e
- 1983-84: D1, 12e
- 1984-85: D1, 10e
- 1985-86: D1, 4e
- 1986-87: D1, 4e
- 1987-88: D1, 16e
- 1988-89: D2, 2e
- 1989-90: D1, 8e
- 1990-91: D1, 8e
- 1991-92: D1, 8e
- 1992-93: D1, 10e
- 1993-94: D1, 4e
- 1994-95: D1, 7e
- 1995-96: D1, 12e
- 1996-97: D1, 6e
- 1997-98: D1 Gr. A, 6e
- 1998-99: D1 Gr. B, 2e
- 1999-00: D1, 1er
- 2000-01: D1, 1er
- 2001-02: D1, 4e
- 2002-03: D1, 5e
- 2003-04: D1, 13e
- 2004-05: D1, 13e
- 2005-06: D1, 7e
- 2006-07: D1, 10e
- 2007-08: D1, 10e
- 2008-09: D1, 4e
- 2009-10: D1, 9e
- 2010-11: Ligue 1, 5e
- 2011-12: Ligue 1, 4e
- 2012-13: Ligue 1, 6e
- 2013-14: Ligue 1, 13e
- 2014-15: Ligue 1, 6e
- 2015-16: Ligue 1, 4e
- 2016-17: Ligue 1, 6e
- 2017-18: Ligue 1, 11e
- 2018-19: Ligue 1, 8e
- 2019-20: Ligue 1, 1er
- 2020-21: Ligue 1, 1er
- 2021-22: Ligue 1, 1er
- 2022-23: Ligue 1, 1er
- 2023-24: Ligue 1, 2e

### Classements en championnat
La frise ci-dessous résume les classements successifs du club en championnat depuis 1980.

### Résultats en Coupe d'Algérie par saison
- 1962-63 : 16e de finale
- 1963-64 : 16e de finale
- 1964-65 : 8e de finale
- 1965-66 : Vainqueur(1)
- 1966-67 : Demi-Finale
- 1967-68 : Quart de finale
- 1968-69 : Vainqueur(2)
- 1969-70 : Vainqueur(3)
- 1970-71 : 8e de finale
- 1971-72 : Quart de finale
- 1972-73 : 8e de finale
- 1973-74 : 8e de finale
- 1974-75 : 32e de finale
- 1975-76 : Quart de finale
- 1976-77 : Demi-Finale
- 1977-78 : Vainqueur(4)
- 1978-79 : 8e definale
- 1979-80 : 32e
- 1980-81 : Quart de finale
- 1981-82 : 8e de finale
- 1982-83 : Quart de finale
- 1983-84 : 8e de finale
- 1984-85 : 16e de finale
- 1985-86 : 8e de finale
- 1986-87 : Quart de finale
- 1987-88 : Finaliste(1)
- 1988-89 : 32e de finale
- L'édition 1989-1990 de la Coupe d'Algérie n'a pas été joué pour des raisons sécuritaires.
- 1990-91 : 16e de finale
- 1991-92 : 16e de finale
- L'édition 1992-1993 de la Coupe d'Algérie n'a pas eu lieu.
- 1993-94 : 8e de finale
- 1994-95 : Vainqueur(5)
- 1995-96 : 32e de finale
- 1996-97 : 32e de finale
- 1997-98 : 32e de finale
- 1998-99 : Quart de finale
- 1999-00 : 8e de finale
- 2000-01 : Quart de finale
- 2001-02 : 8e de finale
- 2002-03 : Finaliste(2)
- 2003-04 : 16e de finale
- 2004-05 : 16e de finale
- 2005-06 : 16e de finale
- 2006-07 : Quart de finale
- 2007-08 : Quart de finale
- 2008-09 : Vainqueur(6)
- 2009-10 : 8e de finale
- 2010-11 : Quart de finale
- 2011-12 : Finaliste(3)
- 2012-13 : Quart de finale
- 2013-14 : 32e de finale
- 2014-15 : 16e de finale
- 2015-16 : 16e de finale
- 2016-17 : Vainqueur(7)
- 2017-18 : 8e de finale
- 2018-19 : Vainqueur(8)
- 2019-20 : interrompue en quart-de-finales (Covid-19)
- L'édition 2020-2021 de la Coupe d'Algérie n'a pas eu lieu.
- L'édition 2021-2022 de la Coupe d'Algérie n'a pas eu lieu.
- 2022-23 : Finaliste(4)
- 2023-24 : Vainquer(9)

### Records
- Premier club algérien créé après l'indépendance en 1962.
- Premier club ayant gagné un doublé Coupe-Championnat en 1965-1966.
- Premier club ayant gagné le Championnat deux fois de suite 1965-1966 et 1966-1967.
- Premier club ayant gagné un titre régional de l’Algérie indépendante (Coupe du Maghreb des Clubs Champions 1969-1970).
- Premier club ayant gagné un triplé Coupe-Championnat-Coupe du Maghreb en 1969-1970.
- Premier club ayant gagné la Coupe d’Algérie après la réforme de 1978.
- Premier club ayant gagné le doublé Coupe-Super Coupe 1994-1995.
- Premier club ayant gagné le premier Championnat Professionnel 1999-2000.
- Premier club ayant gagné la Coupe d’Algérie après prolongation en 1968-1969.
- Premier club ayant gagné la Coupe d’Algérie après séance des tirs au but en 1977-1978.
- Premier club algérien à avoir participé à une compétition africaine (Coupe d'Afrique des Clubs Champions 1969-1970).
- Seul club algérien ayant gagné la Coupe du Maghreb des clubs champions.
- Seul club Maghrébin ayant gagné la Coupe du Maghreb des Clubs Champions à trois reprises et trois fois consécutives (en 1970, 1971 et 1972).
- Seul club en Afrique ayant gagné dix titres en dix ans d’existence.
- Seul club en Algérie ayant gagné dix titres en huit saisons (de 1964-1965 à 1971-1972).
- Seul club ayant gagné trois doublés Coupe-Championnat en 1965, 1969 et 1970.
- Seul club avec le MC Alger ayant gagné un doublé Championnat-Coupe de la Ligue.
- Seul club avec le MC Oran ayant été relégué qu'une seule saison en D2 1987-1988.
- Seul club ayant donné neuf joueurs titulaires à l'Équipe Nationale d'Algérie.
- Seul club dont l'Équipe Nationale a convoqué sept joueurs pour une compétition officielle.
- Seul club ayant perdu une seule fois en une seule saison (toutes compétitions confondues: Coupe, Championnat, Coupe maghrébine, Coupe d'Afrique) en 1969-1970.
- La plus grande série sans défaite de l'histoire du Championnat (série de 23 matches sans défaite 1969-1970).
- La plus grande série de victoires de l'histoire du Championnat (deux séries de 10 matches de victoires consécutives 1985-1986 et 2000-2001).
- Le plus grand nombre de saisons en première division avec le MC Oran (55 saisons).
- La plus large victoire dans une finale de Coupe d’Algérie (CRB 4-1 USMA en 1969-1970).
- Le plus grand nombre de buts dans une finale de Coupe d’Algérie (CRB 5-3 USMA en 1968-1969).
- Hacène Lalmas, meilleur joueur algérien de tous les temps (après un sondage effectué par l'hebdomadaire sportif Echibek en 1993 – il a été choisi après un sondage de plus de 350 techniciens, entraîneurs et footballeurs algériens).
- Hacène Lalmas, meilleur buteur algérien de tous les temps avec 220 buts[35].
- Hacène Lalmas, meilleur buteur des finales de la Coupe d’Algérie avec sept (7)  réalisations.
- Hacène Lalmas, élu meilleur joueur de la Coupe d’Afrique en 1968[36].
- Mokhtar Kalem, seul joueur algérien ayant marqué un quintuple (5 buts) dans un match de  Championnat.
- le seul club ayant gagné 3 fois consécutive le championnat algérien
- le seul club ayant gagne 4 fois consécutive le championnat algérien
- Le club le plus titré de la capitale en (2024) avec 25 titres.

### Doublé avec la Coupe d'Algérie
| Nb | Équipes       | Années                            |
| -- | ------------- | --------------------------------- |
| 3  | CR Belouizdad | 1965-1966, 1968-1969 et 1969-1970 |
| 2  | JS Kabylie    | 1976-1977 et 1985-1986            |
| 2  | ES Sétif      | 1967-1968 et 2011-2012            |
| 1  | MC Alger      | 1975-1976                         |
| 1  | USM Alger     | 2002-2003                         |

### Performance dans les compétitions de la CAF
| Compétition                                              | Tour               | Adversaire                   | Premier tour     | Deuxième tour    |
| -------------------------------------------------------- | ------------------ | ---------------------------- | ---------------- | ---------------- |
| Ligue des champions de la CAF 1970                       | Premier tour       | ASC Jeanne d'Arc             | Victoire 5:3 (D) | n.a.             |
| Coupe d'Afrique des vainqueurs de coupe de football 1979 | Deuxième tour      | Al Nasr Benghazi             | Victoire 4:2 (D) | Victoire 0:1 (É) |
|                                                          | Quarter-finals     | Horoya AC                    | Défaite 0:3 (D)  | Défaite 3:1 (É)  |
| Coupe d'Afrique des vainqueurs de coupe de football 1996 | Premier tour       | Horoya AC                    | Victoire 5:2 (D) | Défaite 2:0 (É)  |
|                                                          | Deuxième tour      | AS Douanes                   | Nul 0:0 (É)      | Victoire 2:0 (D) |
|                                                          | Quart de finale    | Pretoria City                | n.a.             | n.a.             |
|                                                          | Demi-finale        | AC Sodigraf                  | Nul 1:1 (D)      | Défaite 1:0 (É)  |
| Ligue des champions de la CAF 2001                       | Premier tour       | Al Ahly Tripoli              | Victoire 2:0 (D) | Nul 1:1 (É)      |
|                                                          | Deuxième tour      | Al Merreikh Omdurman         | Défaite 2:0 (É)  | Victoire 3:0 (D) |
|                                                          | Groupe B           | ASEC Mimosas                 | Nul 1:1 (D)      | Défaite 7:0 (É)  |
|                                                          | Groupe B           | Al Ahly SC                   | Défaite 1:0 (É)  | Défaite 0:1 (D)  |
|                                                          | Groupe B           | Petro Atlético               | Défaite 0:1 (D)  | Défaite 2:1 (É)  |
| Ligue des champions de la CAF 2002                       | Premier tour       | ASC Jeanne d'Arc             | Nul 1:1 (D)      | Défaite 1:0 (É)  |
| Coupe de la confédération 2004                           | Premier tour       | Étoile de Guinée             | Défaite 1:0 (É)  | Victoire 2:1 (D) |
| Coupe de la confédération 2010                           | Qualification      | Al Tersana Tripoli           | Nul 1:1 (É)      | Victoire 2:1 (D) |
|                                                          | Premier tour       | FAR Rabat                    | Victoire 1:0 (D) | Nul 1:1 (É)      |
|                                                          | Deuxième tour      | Amal Atbara                  | Défaite 1:0 (É)  | Victoire 2:0 (D) |
|                                                          | Tour intermédiaire | Djoliba AC                   | Nul 0:0 (É)      | Nul 1:1 (D)      |
| Coupe de la confédération 2018                           | Tour préliminaire  | AS Onze Créateurs de Niaréla | Nul 1:1 (É)      | Victoire 2:0 (D) |
|                                                          | Premier tour       | Nkana FC                     | Victoire 3:0 (D) | Défaite 1:0 (É)  |
|                                                          | Deuxième tour      | ASEC Mimosas                 | Défaite 1:0 (É)  | Nul 0:0 (D)      |
| Coupe de la confédération 2020                           | Tour préliminaire  | AS CotonTchad                | Victoire 2:0 (D) | Victoire 0:2 (É) |
|                                                          | Premier tour       | Pyramids FC                  | Nul 1:1 (É)      | Défaite 0:1 (D)  |
| Ligue des champions de la CAF 2021                       | Premier tour       | Al Nasr Benghazi             | Victoire 2:0 (D) | Victoire 0:2 (É) |
|                                                          | Deuxième tour      | Gor Mahia                    | Victoire 6:0 (D) | Victoire 1:2 (É) |
|                                                          | Groupe B           | TP Mazembe                   | Nul 0:0 (É)      | Victoire 2:0 (D) |
|                                                          | Groupe B           | Mamelodi Sundowns            | Défaite 1:5 (D)  | Victoire 0:2 (É) |
|                                                          | Groupe B           | Al Hilal                     | Nul 1:1 (D)      | Nul 0:0 (É)      |
|                                                          | Quart de finale    | ES Tunis                     | Victoire 2:0 (D) | Défaite 2:0 (É)  |
| Ligue des champions de la CAF 2022                       | Premier tour       | Akwa United                  | Défaite 1:0 (É)  | Victoire 2:0 (D) |
|                                                          | Deuxième tour      | ASEC Mimosas                 | Défaite 3:1 (É)  | Victoire 2:0 (D) |
|                                                          | Groupe C           | Étoile du Sahel              | Nul 0:0 (É)      | Victoire 2:0 (D) |
|                                                          | Groupe C           | ES Tunis                     | Nul 1:1 (D)      | Défaite 2:1 (É)  |
|                                                          | Groupe C           | Jwaneng Galaxy               | Victoire 1:2 (É) | Victoire 4:1 (D) |
|                                                          | Quart de finale    | Wydad AC                     | Défaite 0:1 (D)  | Nul 0:0 (É)      |
| Ligue des champions de la CAF 2023                       | Premier tour       | Bo Rangers FC                | Nul 0:0 (É)      | Victoire 3:0 (D) |
|                                                          | Deuxième tour      | Djoliba AC                   | Défaite 2:1 (D)  | Victoire 2:0 (D) |
|                                                          | Groupe D           | Zamalek SC                   | Victoire 1:0 (É) | Victoire 2:0 (D) |
|                                                          | Groupe D           | ES Tunis                     | Défaite 1:0 (D)  | Nul 0:0 (É)      |
|                                                          | Groupe D           | Al Merreikh Omdurman         | Défaite 1:0 (É)  | Victoire 1:0 (D) |
|                                                          | Quart de finale    | Mamelodi Sundowns            | Défaite 4:1 (D)  | Défaite 2:1 (É)  |
| Ligue des champions de la CAF 2024                       | Deuxième tour      | Bo Rangers FC                | Victoire 3:1 (É) | Victoire 3:1 (D) |
|                                                          | Groupe D           | Young Africans SC            | Victoire 3:0 (D) | Défaite 4:0 (É)  |
|                                                          | Groupe D           | Medeama SC                   | Défaite 2:1 (É)  | Victoire 3:0 (D) |
|                                                          | Groupe D           | Al Ahly SC                   | Nul 0:0 (É)      | Nul 0:0 (D)      |

## Personnalités du club

### Joueurs emblématiques
- Hacène Lalmas
- Mustapha Dahleb
- Mohamed Abrouk
- Ahmed Arab
- Djilali Selmi
- Chawki Chache
- Mokhtar Kalem

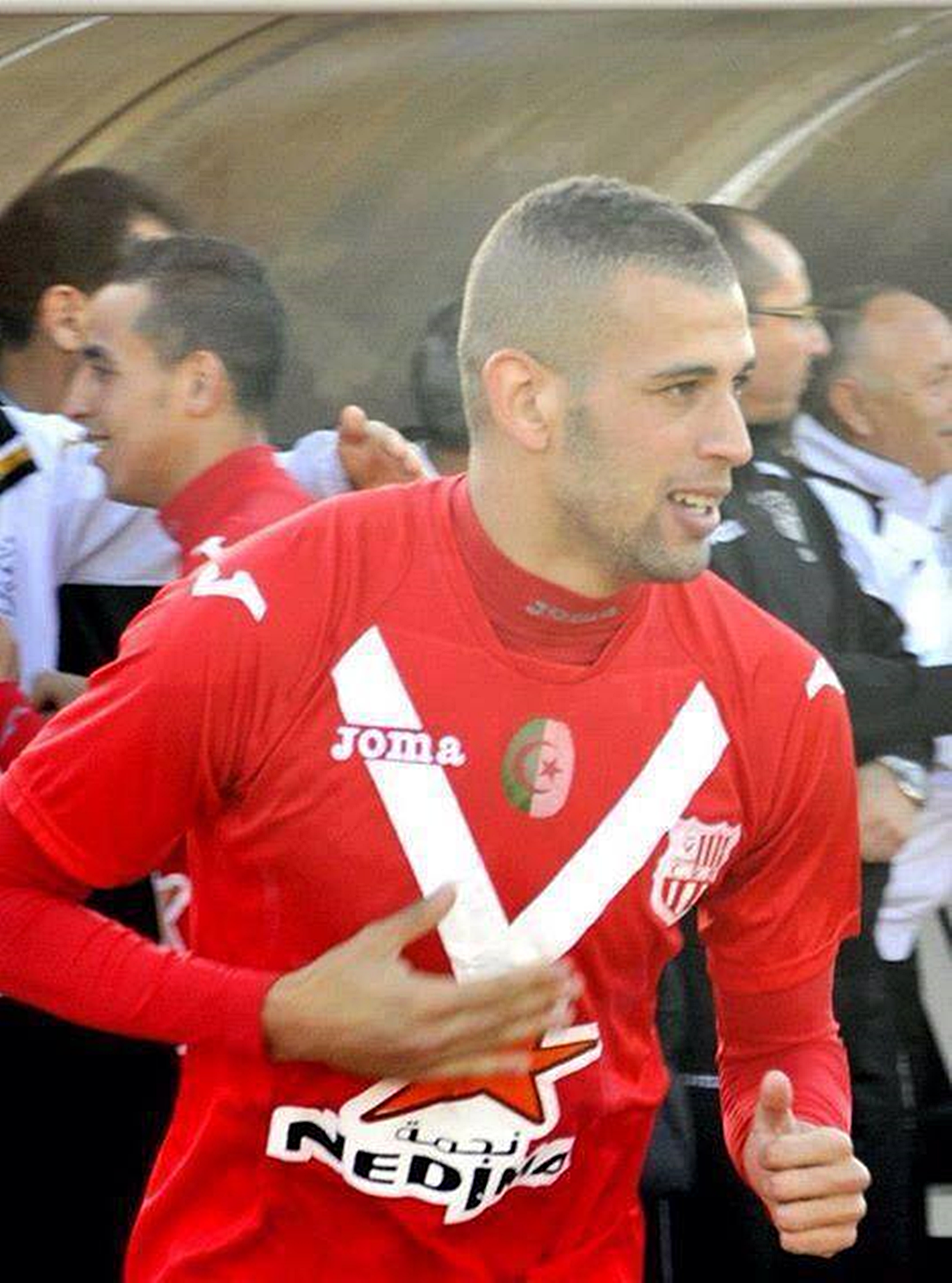
Islam Slimani sous les couleurs du CRB.

- Hassan Louahidi (Achour)
- Abdelghani Zitouni
- Djamel Tlemçani
- Mustapha Kouici
- Hocine Yahi
- Bilal Smida
- Noureddine Neggazi
- Djamel Amani
- Abdelwahab Berrane
- Djamel Boudjelti
- Salah Ben Djoudi Benabdellah
- Djamel Menad
- Nacer Bouiche
- Fawzi Moussouni
- Amar Ammour
- Islam Slimani
- Fayçal Badji
- Karim Bakhti
- Slimane Ould Mata
- Ishak Ali Moussa
- Anwar Boudjakdji
- Nassim Bounekdja
- Yacine Slatni
- Fadel Settara
- Abdelaziz Rouaïghia
- Abderrahmane Selmi
- Mohamed Talis
- Saïd Boutaleb
- Brahim Arafat Mezouar
- Kouider Boukessassa
- Mahmoud Bey
- Mounir Dob
- Kheireddine Madoui
- Samir Zazou
- Adel El-Hadi
- Billel Harkas
- Mohamed Ousserir
- Mohamed Amroune
- Mohamed Amine Aoudia
- Amine Aksas
- Hamza Aït Ouamar
- Khalil Boukedjane
- Abdelkrim Mameri
- Mohamed Aouad
- Ahmed Mekehout
- Ramzi Bourekba
- Lyes Boukria
- Youcef Saïbi
- Sofiane Younes
- Boubaker Rebih
- Mohamed Dahmane
- Lamouri Djediat
- Mohamed Derrag
- Malek Asselah
- Bouazza Feham
- Sid Ali Yahia Cherif
- Tarek Cheurfaoui
- Azziz Irmal
- Mohamed Madani

### Joueurs les plus titrés
| Rang | Joueurs          | Période   | Ligue 1 | Coupe | Afrique | Autres | Total |
| 1re  | Mohamed Abrouk   | 1965-1977 | 4       | 3     | 0       | 3      | 10    |
| 1er  | Hacène Lalmas    | 1963-1973 | 4       | 3     | 0       | 3      | 10    |
| 1re  | Mokhtar Kalem    | 1965-1972 | 4       | 3     | 0       | 3      | 10    |
| 1re  | Hassan Achour    | 1962-1973 | 4       | 3     | 0       | 3      | 10    |
| 5e   | Mustapha Kouici  | 1968-1980 | 2       | 3     | 0       | 3      | 8     |
| 5e   | Djilali Selmi    | 1967-1980 | 2       | 3     | 0       | 3      | 8     |
| 7e   | Ishak Ali Moussa | 1992-2004 | 2       | 2     | 0       | 2      | 6     |
| 8e   | Bilal Tarikat    | 2014-2021 | 2       | 2     | 0       | 1      | 5     |

### Meilleurs buteurs en compétitions officielles
| Rang | Joueurs          | Période   | Ligue 1 | Coupe d'Algérie | Afrique | Autres | Total |
| 1er  | Hacène Lalmas    | 1963-1973 | 107     | 21              | 2       | 2      | 132   |
| 2e   | Ishak Ali Moussa | 1992-2004 | 80      | 8               | 7       | -      | 95    |
| 3e   | Mokhtar Kalem    | 1965-1973 | 42      | 4               | 1       | 1      | 48    |
| 4e   | Islam Slimani    | 2009-2013 |         |                 |         |        | 44    |

### Joueurs étrangers

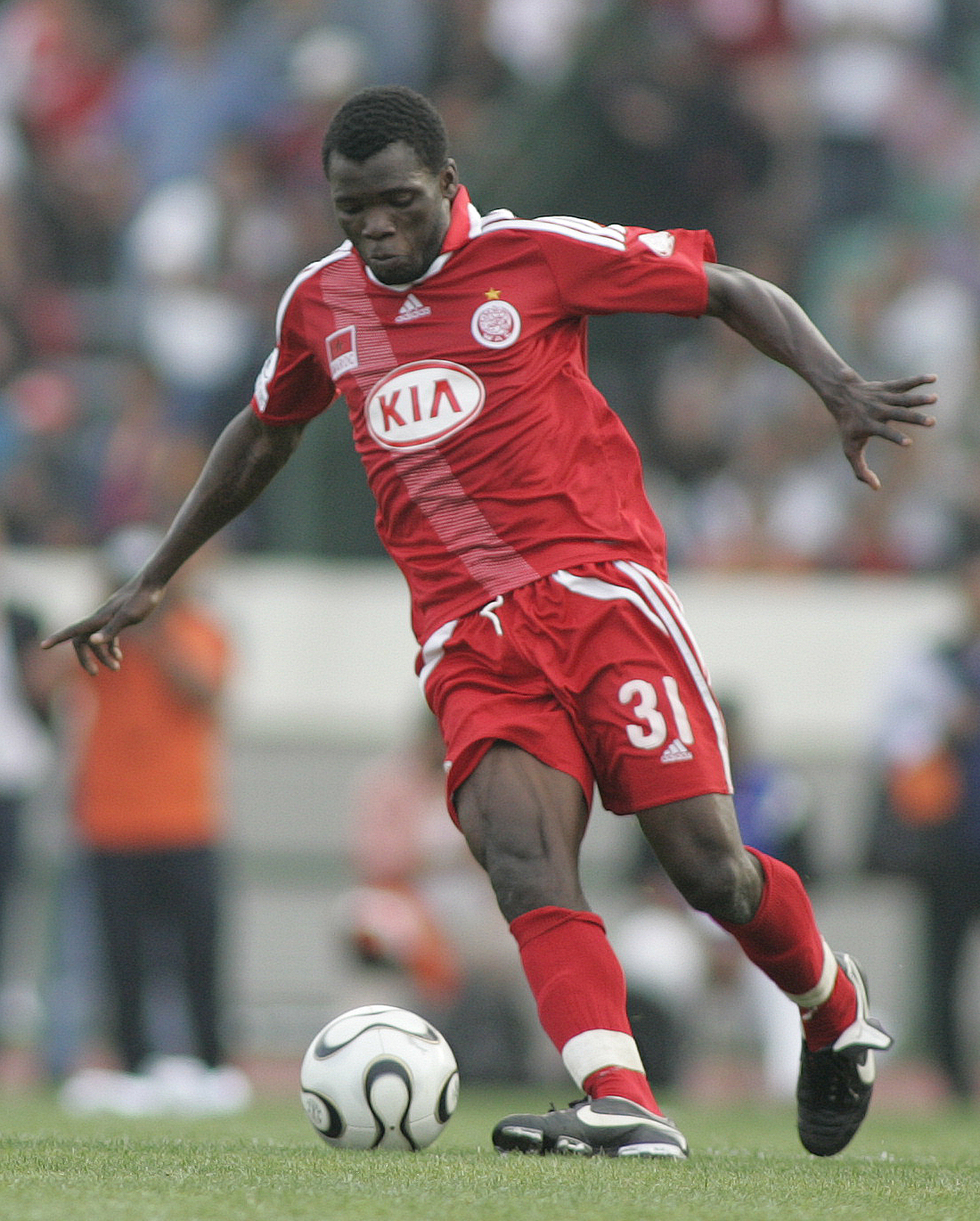
Pascal Angan

- Maecky Ngombo
- Pascal Angan
- Mohamed Aoudou
- Marcellin Koukpo
- Gil Ngomo
- Soumaila Sidibé

### Entraîneurs

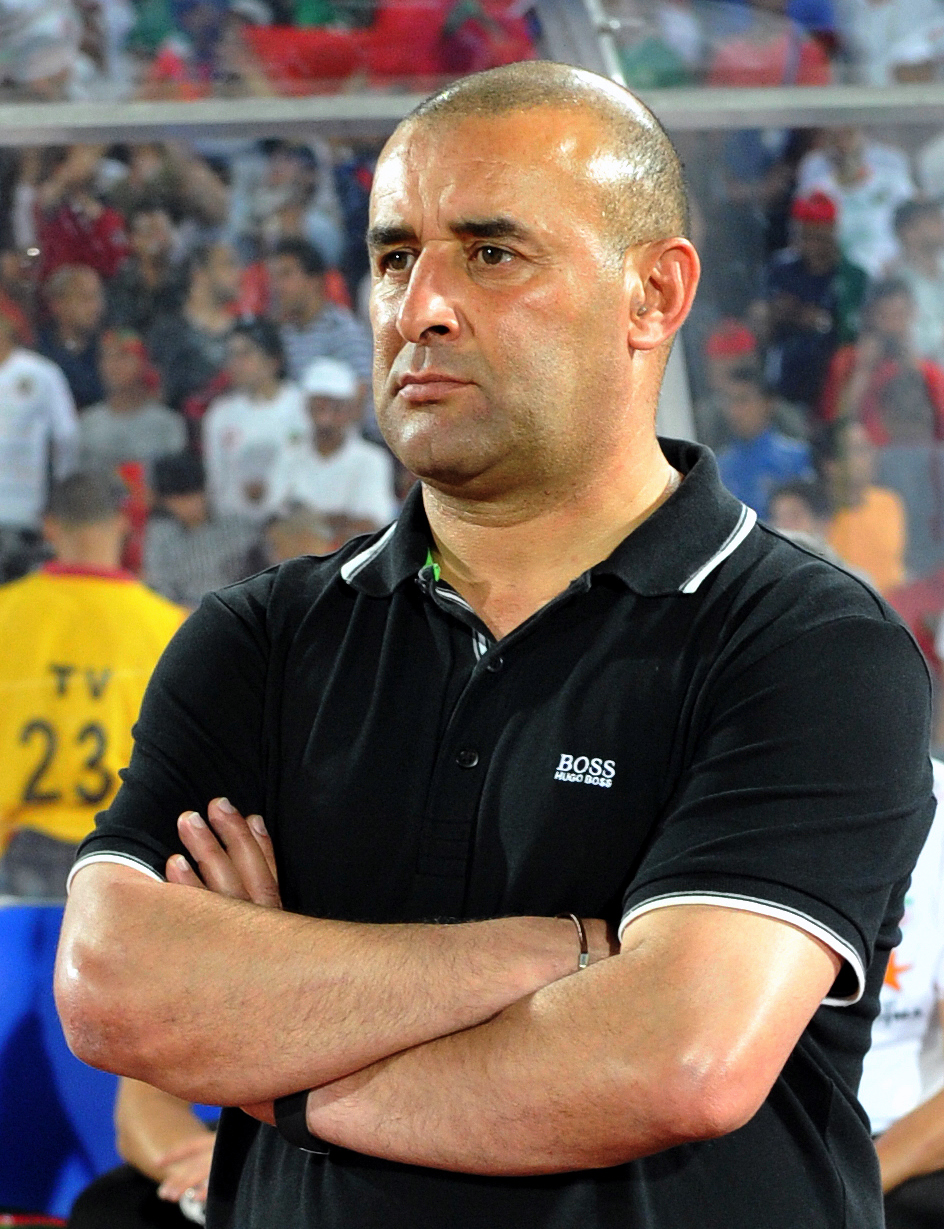
Abdelhak Benchikha

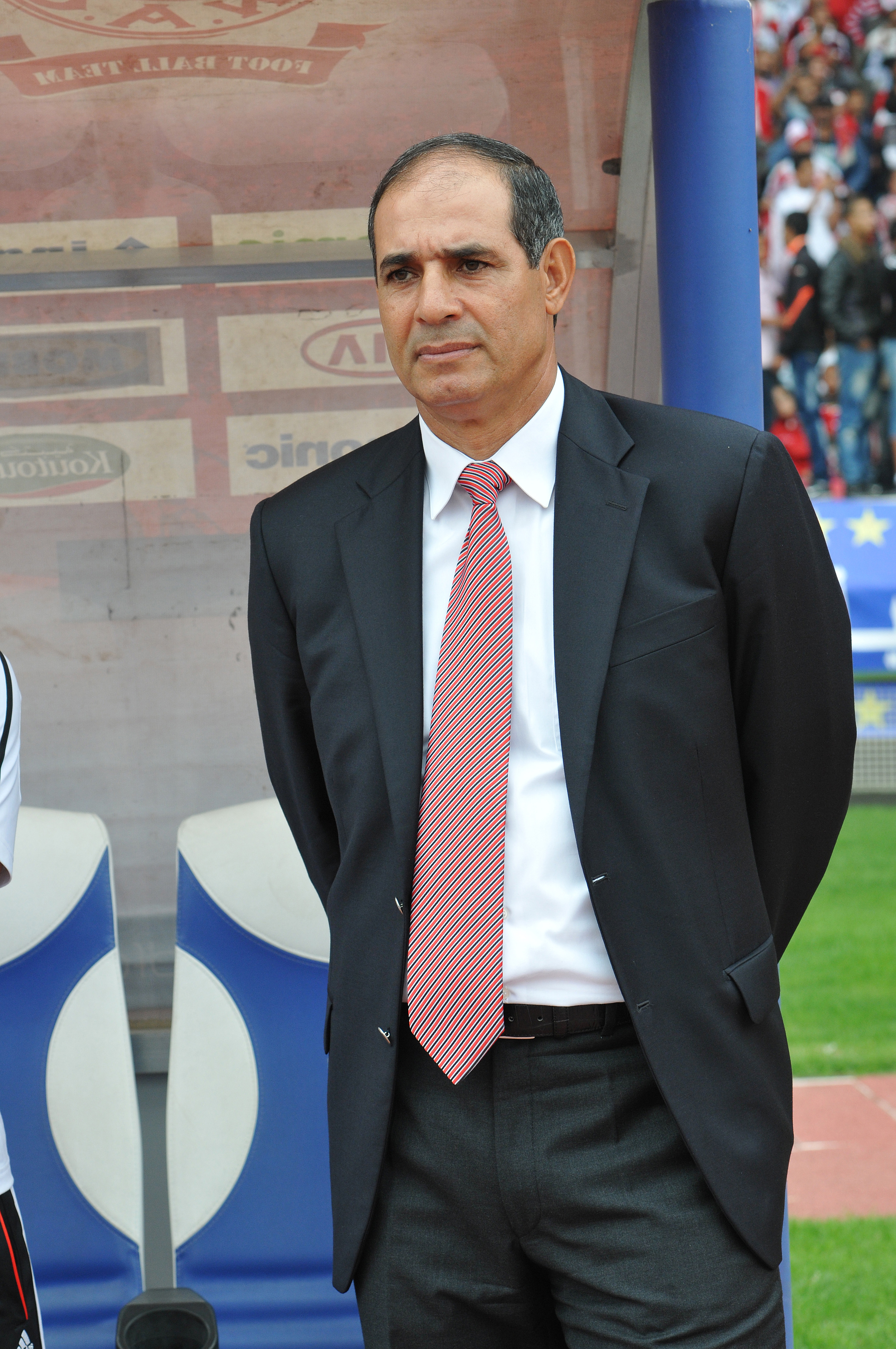
Badou Zaki

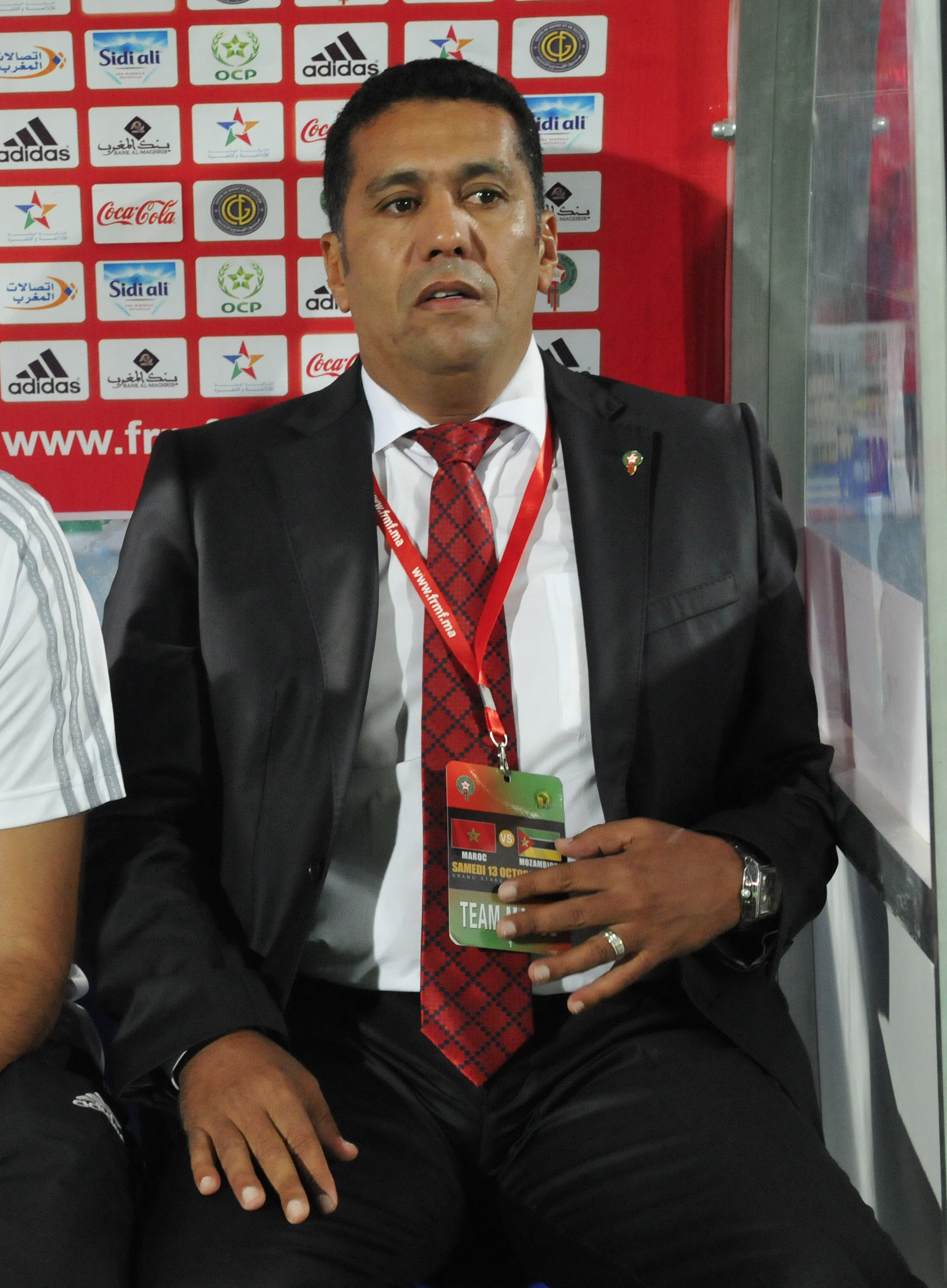
Rachid Taoussi

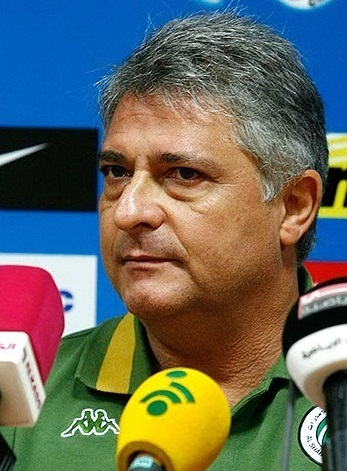
Marcos Paquetá

- Yahia Saadi (15 juillet 1962 – ?)
- Ahmed Zitoun (1 juillet 1964 – 30 juin 1966)
- Kamel Lemoui (1 juillet 1966 – 30 juin 1968)
- Ahmed Arab (1 juillet 1968 – 30 juin 1969)
- Mohamed Bellamine et  Hacène Lalmas (1 juillet 1969 – 30 juin 1970)
- Ali Benfadah (1 juillet 1973 – 30 juin 1974)
- Dušan Uhrin et  Ahmed Arab (1 juillet 1977 – 30 juin 1978)
- Abdelhamid Bacha (?  – ?)
- Mustapha Heddane (?  – ?)
- Mourad Abdelouahab (1993  – 1994)
- Chérif Adjaout et Abdelhamid Bacha (1juillet 1994 – 30 juin 1996)
- Mourad Abdelouahab (1998  – 2000)
- Nour Benzekri (?  – ?)
- Kamel Mouassa (1 juillet 2002 – 28 janvier 2003)
- Abdelhamid Bacha (29 janvier 2003 – 3 septembre 2003)
- Abdelkader Soltani (19 septembre 2003 – 10 février 2004)
- Noureddine Neggazi (11 février 2004 – 18 mai 2004)
- Djamel Amani (19 mai 2004 – 30 juin 2004)
- Mourad Abdelouahab (1 juillet 2004 – 23 octobre 2004)
- Noureddine Neggazi (26 octobre 2004 – 19 février 2005)
- Nour Benzekri (3 mars 2005 – 31 mai 2005)[37]
- Abdelhak Benchikha (1 juin 2005 – 30 juin 2005)[38]
- Nejmeddiine Belayachi (16 juillet 2005 – 4 février 2006)[39]
- Karim Bakhti (5 février 2006 – 31 mai 2006)
- Mustapha Biskri (1 juin 2006 – 17 septembre 2006)[40]
- Hocine Yahi (18 septembre 2006 – 17 janvier 2007)[41]
- Nedjmeddine Belayachi (18 janvier 2007 – 13 juin 2007)
- Mohamed Henkouche (26 juillet 2007 – 5 janvier 2008)[42]
- Kamel Mouassa (22 janvier 2008 – 01 juin 2008)[43]
- Mohamed Henkouche (1 juillet 2008 – 3 octobre 2009)[44]
- Abdelkader Yaïche (5 octobre 2009 – 24 décembre 2009)[45]
- Mohamed Henkouche (25 décembre 2009 – 30 juin 2010)[46]
- Miguel Angel Gamondi (4 juillet 2010 – 30 juin 2011)[47]
- Giovanni Solinas (1 juillet 2011 – 22 novembre 2011)[48]
- Djamel Menad (23 novembre 2011 – 30 juin 2012)[49]
- Guglielmo Arena (1 juillet 2012 – 23 octobre 2012)[50]
- Fouad Bouali (3 novembre 2012 – 15 juin 2013)[51]
- Miguel Angel Gamondi (20 juin 2013 – 1 janvier 2014)[52]
- Abdelkader Yaïche (6 janvier 2014 – 23 février 2014)
- Mohamed Henkouche (24 février 2014 – 2 juin 2014)[53]
- Victor Zvunka (9 juin 2014 – 20 octobre 2014)[54]
- Alain Michel (29 octobre 2014 – 30 juin 2016)[55]
- Fouad Bouali (1 juillet 2016 – 29 août 2016)[56]
- Alain Michel (1 septembre 2016 – 24 octobre 2016)[57]
- Badou Zaki (13 novembre 2016 – 7 juillet 2017)[58]
- Ivica Todorov (21 juillet 2017 – 25 décembre 2017)[59]
- Rachid Taoussi (28 décembre 2017 – 30 mai 2018)
- Tahar Chérif El-Ouazzani (26 juillet 2018 – 7 octobre 2018)[60]
- Lotfi Amrouche (8 octobre 2018 – 26 décembre 2018)[61]
- Abdelkader Amrani (3 décembre 2018 – 26 décembre 2019)[62]
- Franck Dumas (13 janvier 2020 – 30 mars 2021)[63]
- Zoran Manojlović (20 avril 2021 – 31 Aout 2021)[64]
- Marcos Paquetá (23 septembre 2021 –26 juin 2022)[65]
- Nabil Kouki (12 juillet 2022–15 juillet 2023)[66]
- Sven Vandenbroeck (19 juillet 2023–15 octobre 2023)[67]
- Marcos Paquetá (15 octobre 2023 –)[68]

### Présidents
| Rang | Nom                    | Période     | Titres |
| ---- | ---------------------- | ----------- | ------ |
| 1    | Djelloul Boughida      | 1962 - 1965 | 1      |
| 2    | Mohamed Kaoua          | 1965 - 1971 | 7      |
| 3    | Mohamed Bousmaha       | 1971 - 1977 | 2      |
| 4    | Kabouya Abdelmadjid    | 1977 - 1978 | 0      |
| 5    | Mimouni / Amrouni Said | 1978 - 1984 | 1      |
| 6    | Boughanem Abdelkader   | 1984 - 1985 | 0      |
| 7    | Rachid Haraigue        | 1985 - 1990 | 0      |
| 8    | Hamid Aït Igrine       | 1990 - 1994 | 0      |
| 9    | Mohamed Lefkir         | 1994 - 1996 | 2      |
| 10   | Djilali Selmi          | 1996 - 2000 | 2      |
| 11   | Mohamed Lefkir         | 2000 - 2005 | 1      |
| 12   | Farah Ali              | 2005 - 2006 | 0      |
| 13   | Yahia Hassani          | 2006 - 2007 | 0      |
| 14   | Mokhtar Kalem          | 2007 - 2008 | 0      |
| 15   | Mahfoud Kerbadj        | 2008 - 2011 | 1      |
| 16   | Azzedine Gana          | 2011 - 2013 | 0      |
| 17   | Réda Malek             | 2013 - 2016 | 0      |
| 18   | Mohamed Bouhafs        | 2016 - 2018 | 1      |
| 19   | Riad Boucetta          | 2018        | 0      |
| 20   | Charaf-Eddine Amara    | 2018 - 2021 | 3      |
| 21   | Mohamed Abrouk         | 2021        | 0      |
| 22   | Mohamed Belhadj        | 2021 - 2023 | 2      |
| 23   | Mehdi Rabehi           | 2023 -      | 1      |

### Effectif professionnel actuel
Mise à jour:5 février 2024

### Équipe réserve
Le tableau suivant liste les joueurs de l'équipe réserve évoluant au sein du club pour la saison 2022-2023.

## Identité du club

### Les différents noms du club
Depuis sa fondation en 1962, l'équipe du CRB est connue sous le nom de Chabab Riadhi de Belcourt. Avec les réformes sportives de 1977, chaque formation sportive est devenue «officiellement» le représentants d'une sociétés nationale (économique et industrielle), ce qui induit le changement du nom du club en Chabab Mécanique Belcourt (CMB). En 1988, tous les clubs d'Algérie retrouve leur vraie appellation de fondation, donc le club redevient le Chabab Riadhi de Belcourt.
En 1991, le quartier de Belcourt sera baptisée au nom du révolutionnaire Mohamed Belouizdad, ce changement ne va pas influencer sur le sigle du club qui reste le même ainsi le club est nommé le Chabab Riadhi de Belouizdad et puis Chabab Riadhi Belouizdad dans l'ère du professionnalisme depuis 2010.

### Logos et couleurs
Depuis la fondation du club, ses couleurs sont le rouge et le blanc.

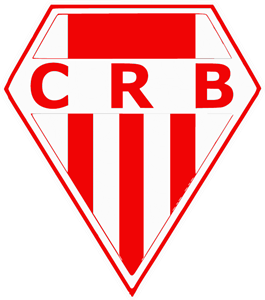
Ancien logo
Ancien logo
Ancien logo (2008-2010)
Ancien logo (2010-2015)
Ancien logo (2015-2019)
Logo actuel (2019-)

### Sponsors et équipementiers

#### Principaux sponsors
Le CRB s’offre MADAR Holding.

#### Équipementiers
Adidas nouvel équipementier du CRB.

## Structures du club

### Stade

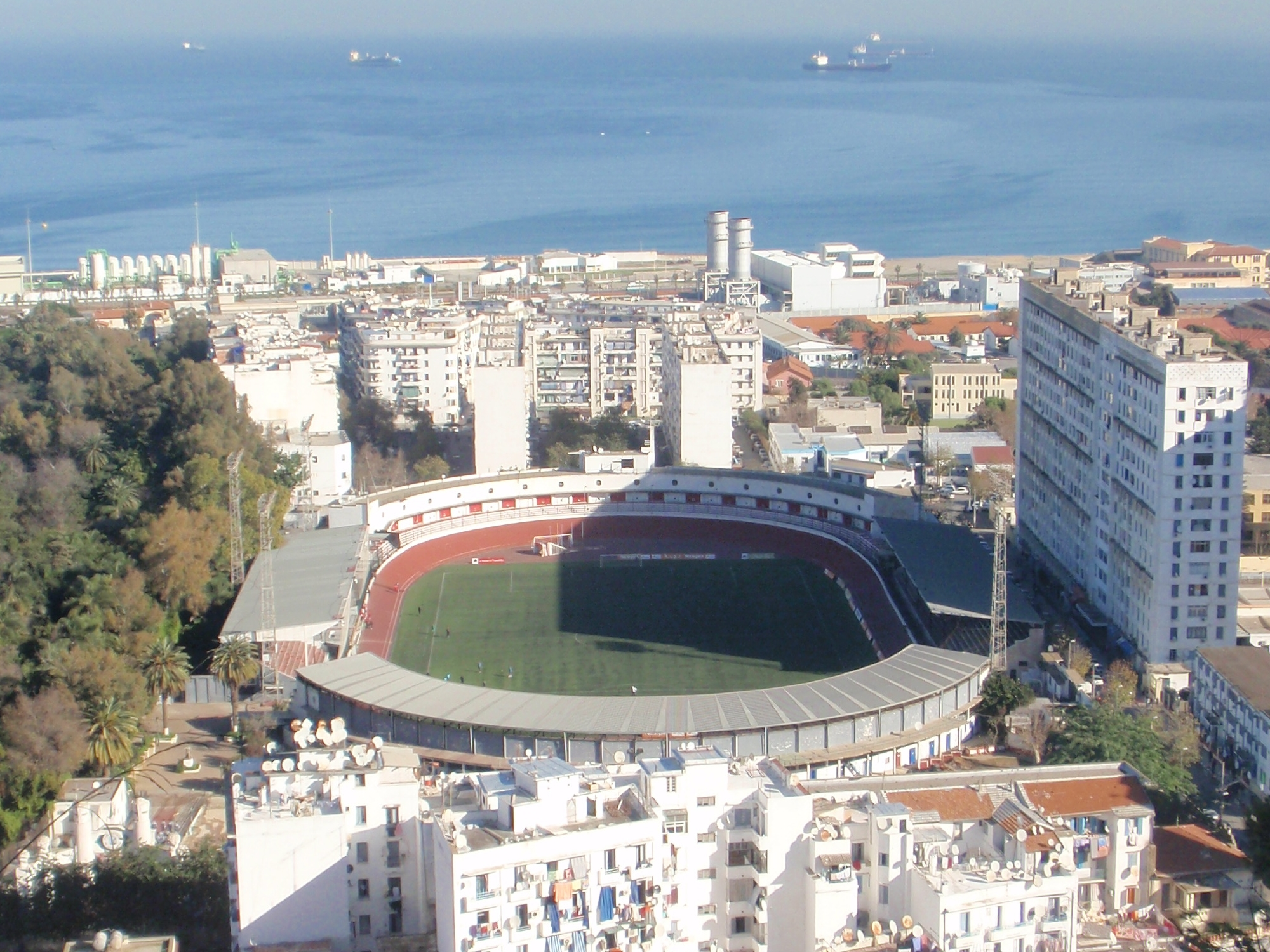
Stade du 20-Août-1955

Le stade du 20-Août-1955 est l'un des plus anciens stades d'Algérie. Il peut contenir jusqu'à vingt mille spectateurs. Deux clubs algérois y jouent leurs matchs : le CR Belouizdad et l'OMR El Anasser.
Avant l'inauguration du stade du 5-Juillet-1962 le 17 juin 1972, le stade du 20-Août-1955 abritait la plupart des rencontres importantes de l'équipe d'Algérie, ainsi que les finales de Coupe d'Algérie. L'enceinte abrita également la finale du premier championnat d'Algérie.

## Culture populaire

### Supporters

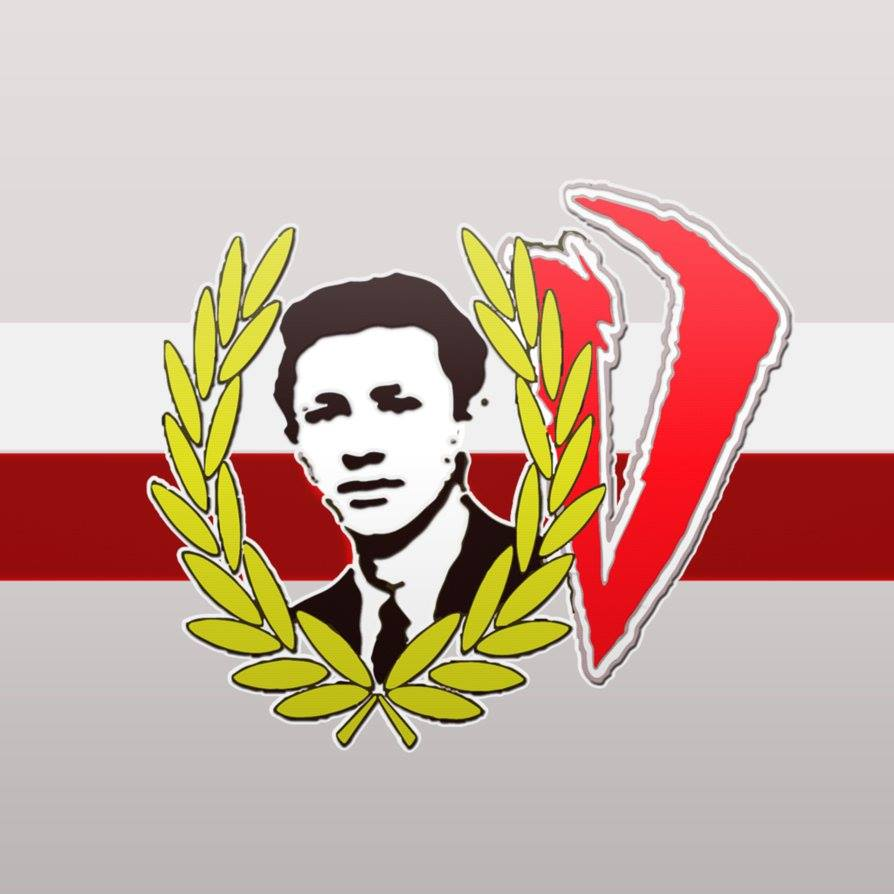
Ultras Fanatic Reds Logo

Le Chabab Riadhi Belouizdad est l'un des clubs les plus populaires en Algérie, ses supporters sont appelés ouled Laâqiba, littéralement en arabe algérien les fils de Laâqiba, un quartier historique d'Alger.
Parmi les groupes de supporters du club, les Ultras Fanatic Reds (UFR 09) (Rouges Fanatiques), qui sont considérés comme les piliers du mouvement algérien, un groupe Ultras du Chabab Riadhi Belouizdad fondé durant l'été 2009 par des jeunes fervents supporters du club, qui se sont donné un seul mot d'ordre défendre la tunique rouge et blanche floquée du Victoire légendaire, tout en se donnant le serment de rester fidèles au Chabab et d'honorer l'image de ses supporters, en défendant fièrement les valeurs et les principes du groupe, qui sont connus pour leur fidélité envers leur club une mission loin d'être facile vu la tâche qu'ils portent sur leurs épaules celle de représenter dignement le symbole Mohamed Belouizdad, une responsabilité qu'ils tâcheront d'accomplir avec vaillance et comme l'indique leur slogan "partout et toujours nous le serons, seuls contre tous nous marcherons dans un seul et unique but celui d'honorer le grand Chabab".
| Nom                 | Abréviation | Date de création | Emplacement du stade | Symbole                              |
| ------------------- | ----------- | ---------------- | -------------------- | ------------------------------------ |
| Ultras Fanatic Reds | UFR         | 28/08/2009       | Volcana              | Partout et toujours seul contre tous |

### Rivalités
- MC Alger: Le Derby Algérois (surnommé le Big Derby), est une rencontre de football en Algérie se déroulant à Alger, et qui a vu son premier match disputé lors de la saison 1963-64 du Championnat d'Algérie. Il s'agit d'une rencontre choc du Championnat d'Algérie de football entre les deux clubs les plus titrés de la ville d'Alger.

- USM Alger: Dès les premières rencontres dans les années 1960, une rivalité sportive s'installe entre les deux clubs. Elle s'estompe peu à peu les deux décennies suivantes avant d'être ravivée à la fin des années 1990 et au début du XXIe siècle. Le CRB et l'USMA se sont affrontés à cinq reprises en finale de la Coupe d'Algérie (trois finales gagnés par le CRB et 2 par l'USMA).

- NA Hussein Dey: Au-delà de son caractère géographique (les communes de Belouizdad et d'Hussein Dey sont limitrophes), la rivalité entre le Chabab Riadhi Belouizdad et le NA Hussein Dey se matérialise sportivement dès les premières rencontres au cours de la saison 1963-1964 lorsque les deux clubs se livrent une lutte serrée pour l'acquisition du championnat d'Alger.